# San Ramón (Uruguay)
San Ramón es una ciudad del departamento de Canelones, Uruguay. Es además sede del municipio homónimo.

## Geografía
La localidad se ubica al norte del departamento de Canelones, Uruguay en la margen sur del río Santa Lucía (límite con el departamento de Florida), al norte del Arroyo del Tala, y sobre la ruta 6 a la altura de su km 79.
Las localidades más cercanas son Chamizo (a 7 km, en el departamento de Florida), Castellanos (9 km) y Tala (20 km).

## Historia
Sus comienzos datan del año 1764 cuando era sede de la Guardia del rey de San Ramón, avanzada en los límites de territorio dominado por los portugueses. A partir del año 1867 comienza su proceso fundacional. Para el año 1890 tiene lugar la llegada de la línea de ferrocarril que la conecta con Montevideo. En 1910 la localidad fue elevada a la categoría de villa por Ley 3.643 del 11 de julio de ese año y el 26 de junio de 1953 recibe la categoría de ciudad por Ley 11.952.
Debido a su alta oferta educativa y al interés de la población por mejorar su calidad, el 20 de noviembre de 2007 por ley 18.205, fue declarada oficialmente Ciudad Educativa. Gran parte de los edificios de las instituciones educativas y sus predios fueron donados por el empresario y filántropo Juan Pedro Tapié.

## Población
Según el censo de 2023 la ciudad contaba con una población de 7 356 habitantes.
| 4 956         | 5 668 | 6 594 | 7 001 | 6 828 | 6 992 | 7 133 | 7 356 |
| (Fuente: INE) |       |       |       |       |       |       |       |

## Economía
San Ramón está enclavada en medio de una zona rural ganadera preferentemente lechera. En la misma ciudad se ubica la planta de quesería de Conaprole.

## Agronomía
En los últimos años se está cultivando no solo praderas, sino también soja.

## Servicios Públicos

### Educación
Existe una amplia oferta de centros educativos desde el preescolar hasta la formación docentes: centro Caif, jardín de infantes, siete escuelas primarias (cuatro urbanas y tres rurales), un colegio privado, un liceo, una escuela técnica (UTU), y el Instituto de Formación Docente de San Ramón «Juan Pedro Tapié» que forma maestros y profesores. Estos centros están complementados con un hogar estudiantil, biblioteca municipal y un local de la Alianza Cultural Uruguay-Estados Unidos.
Hasta la década de 1940 San Ramón solo contaba con la escuela pública Nro. 117 y el liceo (inaugurado en 1939 y oficializado en 1944). En ese entonces y en el marco de una campaña nacional para el fomento de la Educación Pública, el empresario y filántropo sanramonense Juan Pedro Tapié (1879 - 1946) donó las instalaciones y el equipamiento total para el funcionamiento de una escuela agraria, una escuela técnica, un jardín de infantes, una escuela de nivel primario y una escuela primaria superior (7º grado). También organizó la proyección, edificación y equipamiento de materiales didácticos de las nuevas instituciones. La intención del proyecto era asegurar a los habitantes de San Ramón y de su zona de influencia, la posibilidad de una formación integral desde la educación inicial hasta la entrada al mercado laboral, sin que tuviesen necesidad de trasladarse a otras localidades.
Para asegurar el apoyo continuo al conjunto de las instituciones creadas a partir de las donaciones de Tapié se formó la Fundación «Tapié Piñeyro». A este conjunto inicial de centros educativos se agregó el Instituto de Formación Docente «Juan Pedro Tapié», reconocido oficialmente en 1966. En 1977 se incorporó la formación de profesores de Educación Media.
Además del IFD, el conjunto educativo de la fundación está formado por la escuela técnica «Juan Pedro Tapié», las escuelas primarias de práctica docente Nro. 148 y Nro. 275 Fundación «Tapié Piñeyro», la escuela especial Nro. 261 y el jardín de infantes Nro. 240.

## Transporte

### Ómnibus
La ciudad está conectada por medio de líneas de ómnibus con los siguientes ciudades: Montevideo, Punta del Este, Minas, Florida, Durazno, Sarandí del Yí, Melo, entre otras.

### Carreteras
San Ramón se conecta a través de las siguientes carreteras:
- Ruta 6 con las ciudades de Montevideo, Sauce, Santa Rosa, San Bautista y Sarandí del Yí.
- Ruta 12 con las ciudades de Florida, Tala y Minas
- Ruta 63  con la ciudad de Santa Lucia y la ciudad de Canelones

## Medios de comunicación
La ciudad cuenta con una radio local que transmite en frecuencia modulada: CX-217B 91.3 MHz FM San Ramón.
Desde 1984, se publica en la localidad el Semanario Hechos, de circulación regional.
Entre 1921 y 1973 se editó el semanario La Gaceta de San Ramón, fundado por José Muscio Gargaglione, miembro fundador de la Organización de la Prensa del Interior (O.P.I.), quien también editaba la revista Vida Regional. Esta revista publicaba cuentos y poemas de escritores como José Alonso y Trelles, Paco Espínola, entre otros.
Desde 1993 cuenta con un canal de cable local. Y desde 2005 dicha señal es administrada por ANPI Producciones, productora de contenidos culturales y sociales de San Ramón y la zona. Actualmente es una productora regional por streaming en la plataforma Vera TV de Antel, llegando así a toda la zona centro norte de Canelones.

## Atractivos

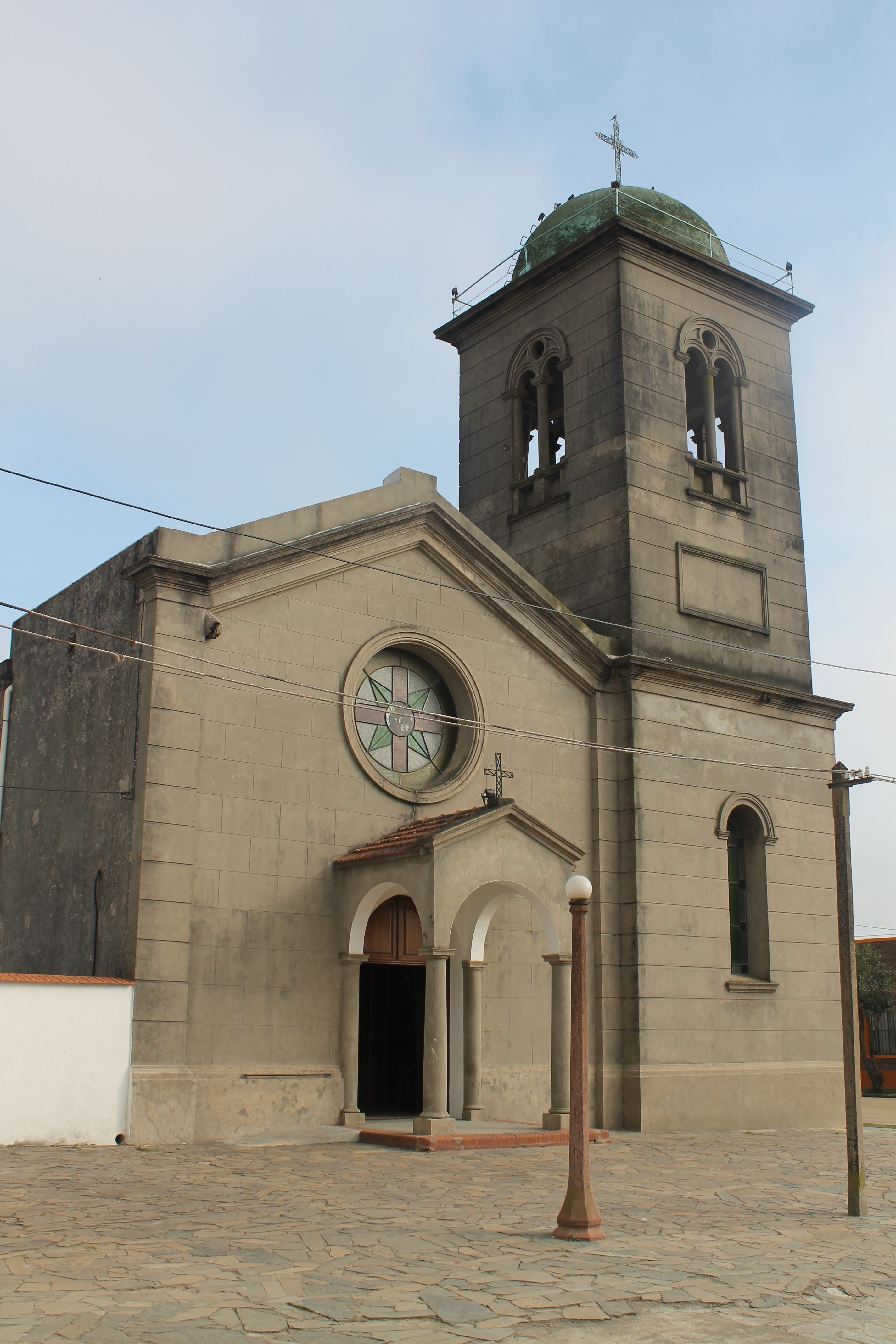
Parroquia San Ramón Nonato.

La localidad cuenta con una hermosa costa sobre el río Santa Lucía, cuyo parque es visitado por veraneantes de todo el país.
Merece una visita la Parroquia de San Ramón Nonato.